# Орасон (Техас)
Орасон (англ. Orason) — переписна місцевість (CDP) в США, в окрузі Камерон штату Техас. Населення — 88 осіб (2020).

## Географія
Орасон розташований за координатами 26°4′27″ пн. ш. 97°26′45″ зх. д. / 26.07417° пн. ш. 97.44583° зх. д. (26.074257, -97.445843).  За даними Бюро перепису населення США в 2010 році переписна місцевість мала площу 0,85 км², уся площа — суходіл.

## Демографія
Згідно з переписом 2010 року, у переписній місцевості мешкало 129 осіб у 39 домогосподарствах у складі 35 родин. Густота населення становила 151 особа/км².  Було 42 помешкання (49/км²).
Расовий склад населення:
| - 82,9 % — білих - 0,8 % — вихідців з тихоокеанських островів - 0,8 % — чорних або афроамериканців - 14,7 % — осіб інших рас |

До двох чи більше рас належало 0,8 %. Частка іспаномовних становила 92,2 % від усіх жителів.
За віковим діапазоном населення розподілялося таким чином: 25,6 % — особи молодші 18 років, 61,2 % — особи у віці 18—64 років, 13,2 % — особи у віці 65 років та старші. Медіана віку мешканця становила 31,9 року. На 100 осіб жіночої статі у переписній місцевості припадало 101,6 чоловіків;  на 100 жінок у віці від 18 років та старших — 92,0 чоловіків також старших 18 років.
Середній дохід на одне домашнє господарство  становив 51 621 долар США (медіана — 48 529), а середній дохід на одну сім'ю — 53 825 доларів (медіана — 48 640). 
Цивільне працевлаштоване населення становило 53 особи. Основні галузі зайнятості: освіта, охорона здоров'я та соціальна допомога — 49,1 %, мистецтво, розваги та відпочинок — 30,2 %, сільське господарство, лісництво, риболовля — 15,1 %, транспорт — 5,7 %.